# Ensemble Stirn

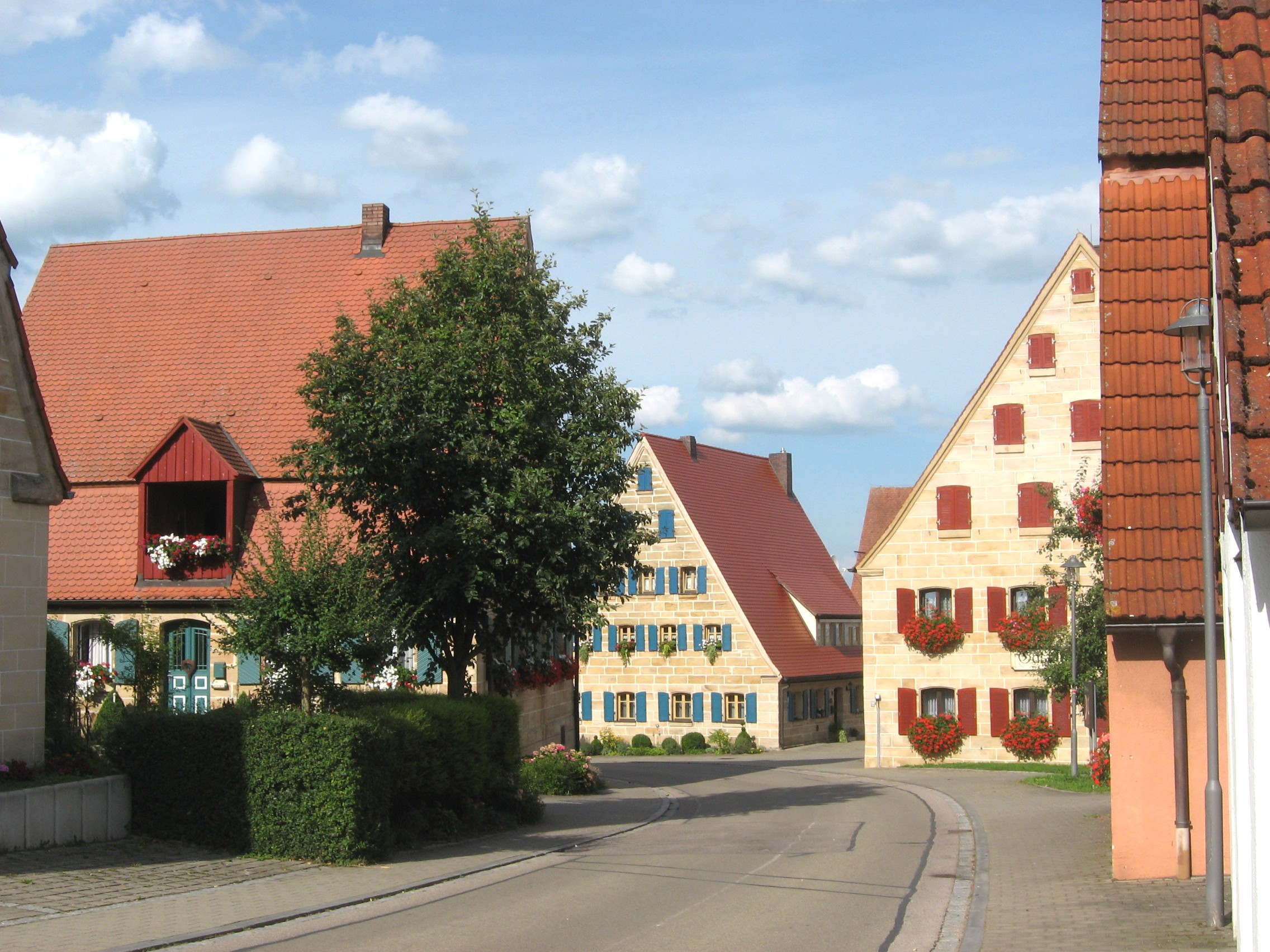
Ortskern von Stirn

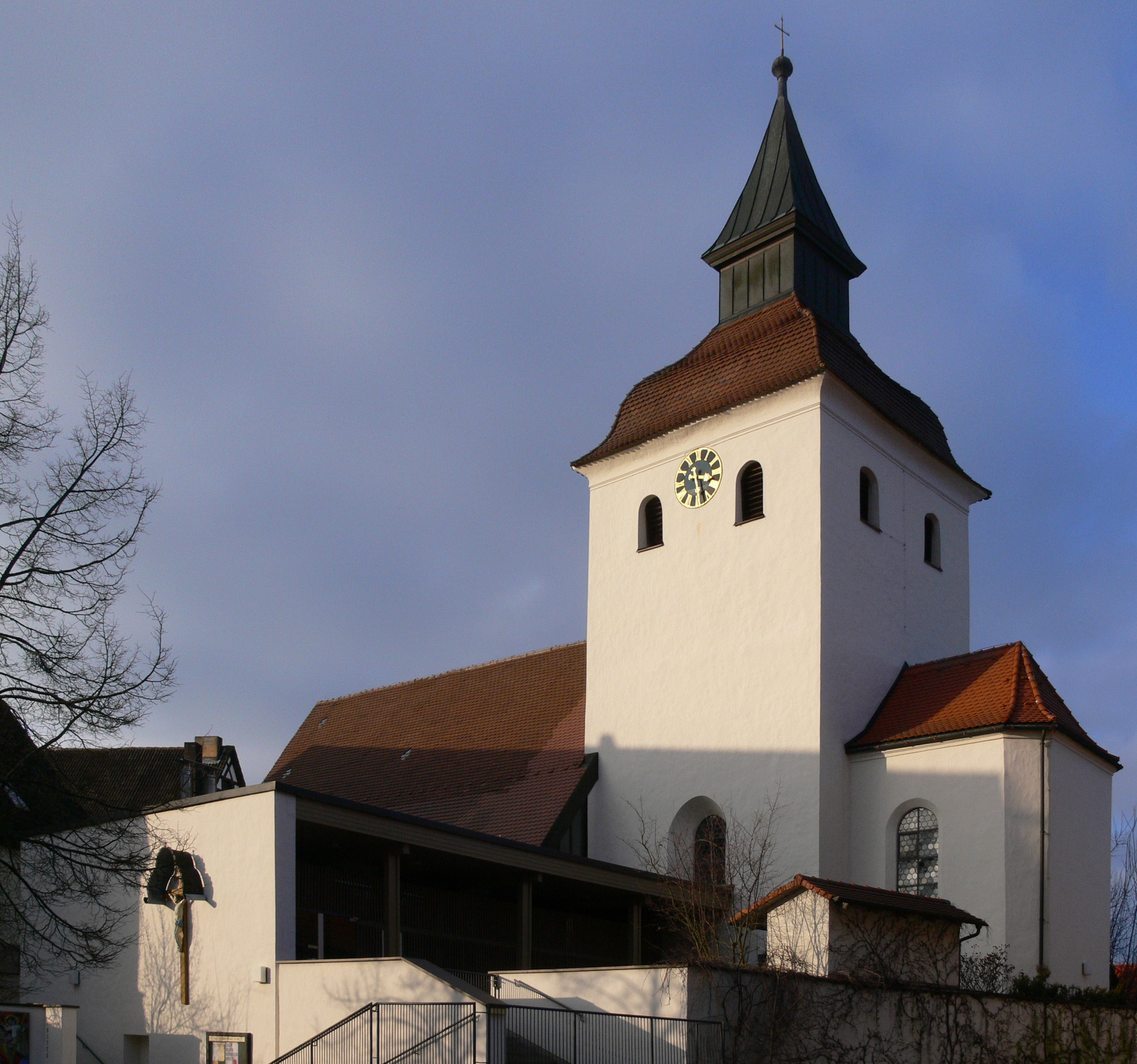
Katholische Pfarrkirche Mariä Heimsuchung

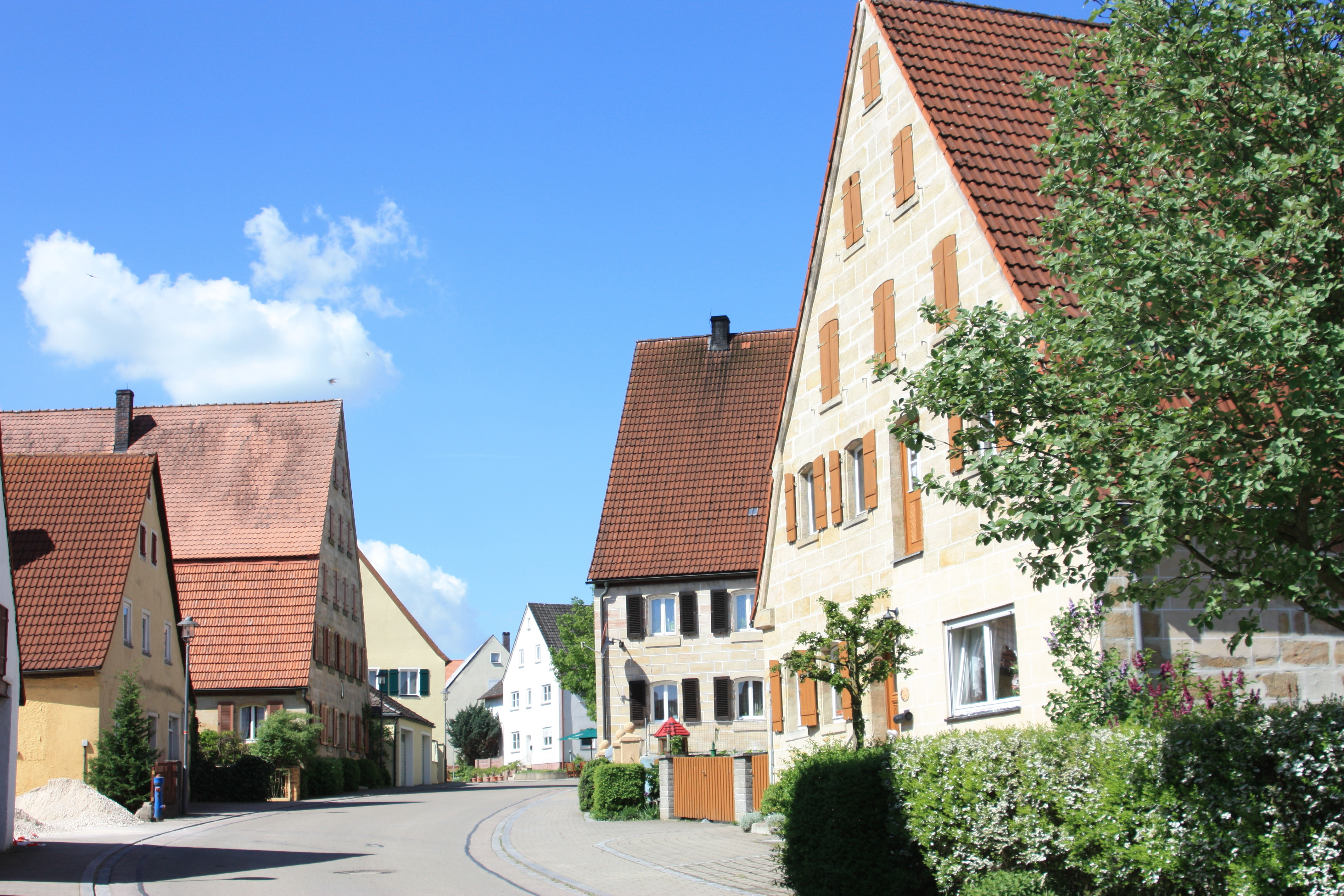
Sandsteinhäuser in Stirn

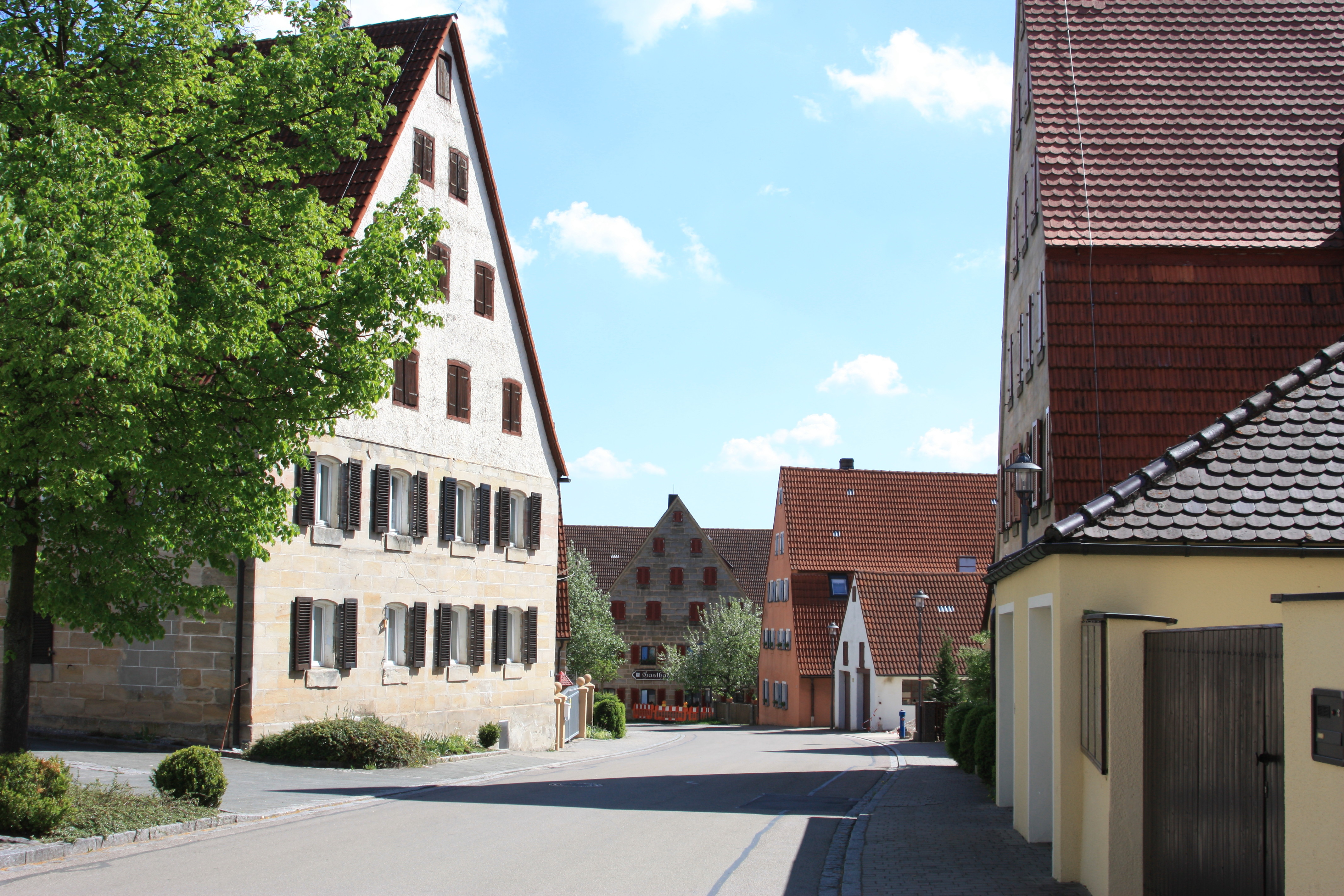
Sandsteinhäuser in Stirn

Das Ensemble Stirn umfasst den historisch bebauten Bereich im Ortskern von Stirn, einem Gemeindeteil des Marktes Pleinfeld im mittelfränkischen Landkreis Weißenburg-Gunzenhausen. Das Bauensemble ist ein geschütztes Baudenkmal und in der Bayerische Denkmalliste unter der Aktennummer E-5-77-161-2 eingetragen.

## Beschreibung
Das Ensemble umfasst den Ortskern des seit dem 11. Jahrhundert überlieferten Pfarrdorfes auf der Keuperhöhe. Nach den Zerstörungen des 17. Jahrhunderts während des Dreißigjährigen Krieges und einem Dorfbrand zeugt nur noch die 1652 bzw. 1687 wiederaufgebaute katholische Pfarrkirche Mariä Heimsuchung vom Alter des Dorfes. Die Kirche beherrscht die Hauptstraße, die von den rötlichen Sandsteinquaderhäusern der Hopfen- und Obstbauern aus der zweiten Hälfte des 19. Jahrhunderts geprägt ist. Diese Häuser bestehen aus ein- und zweigeschossigen steilen Satteldachbauten, die vereinzelt noch ihre Trockenluken erhalten haben.

## Denkmalgeschützte Bauwerke
- Hauptstraße 21: Gasthaus Schwarzer Adler
- Hauptstraße 21a: Pfarrkirche Mariä Heimsuchung
- Hauptstraße 22: Bauernhaus, um 1850/60
- Hauptstraße 25: Bauernhaus, um 1840/50
- Hauptstraße 30: Gasthaus Rose
- Hauptstraße 31: Bauernhaus, um 1850/60
- Hauptstraße 32: Bauernhaus, um 1850/60